# Avro 529
El Avro 529 fue un bombardero biplano bimotor de largo alcance de la época de la Primera Guerra Mundial. Se construyeron dos prototipos, pero no hubo producción.

## Diseño y desarrollo

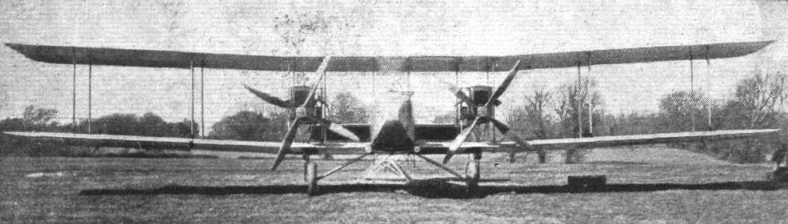
El Avro 529 con sus motores Rolls-Royce Falcon.

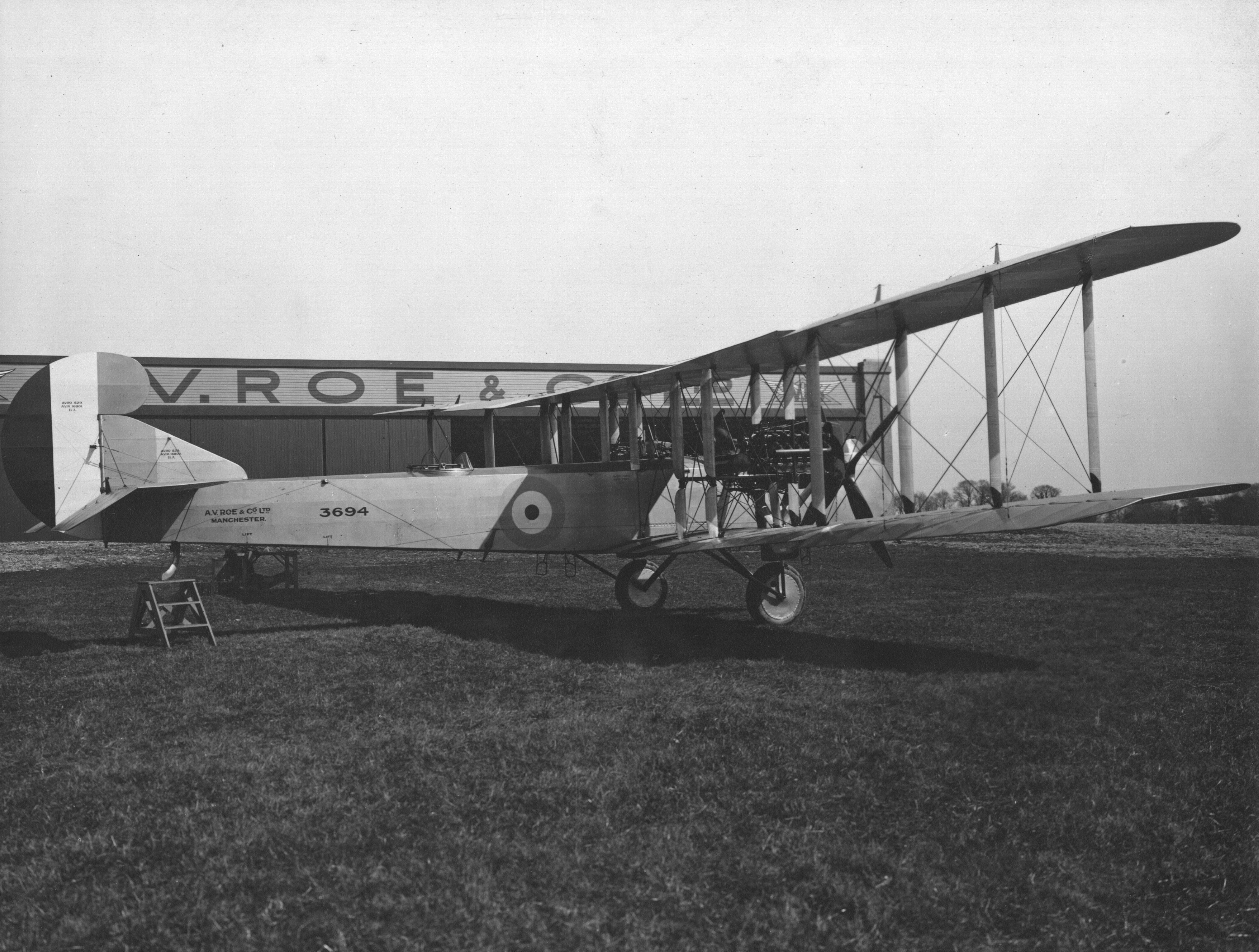
Avro 529.

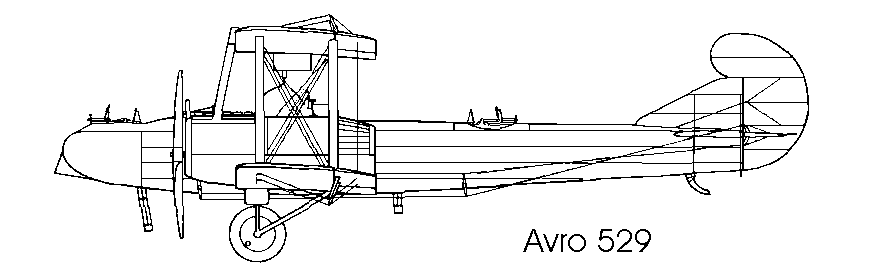
Avro 529A, mostrando las góndolas bajas de los motores BHP.

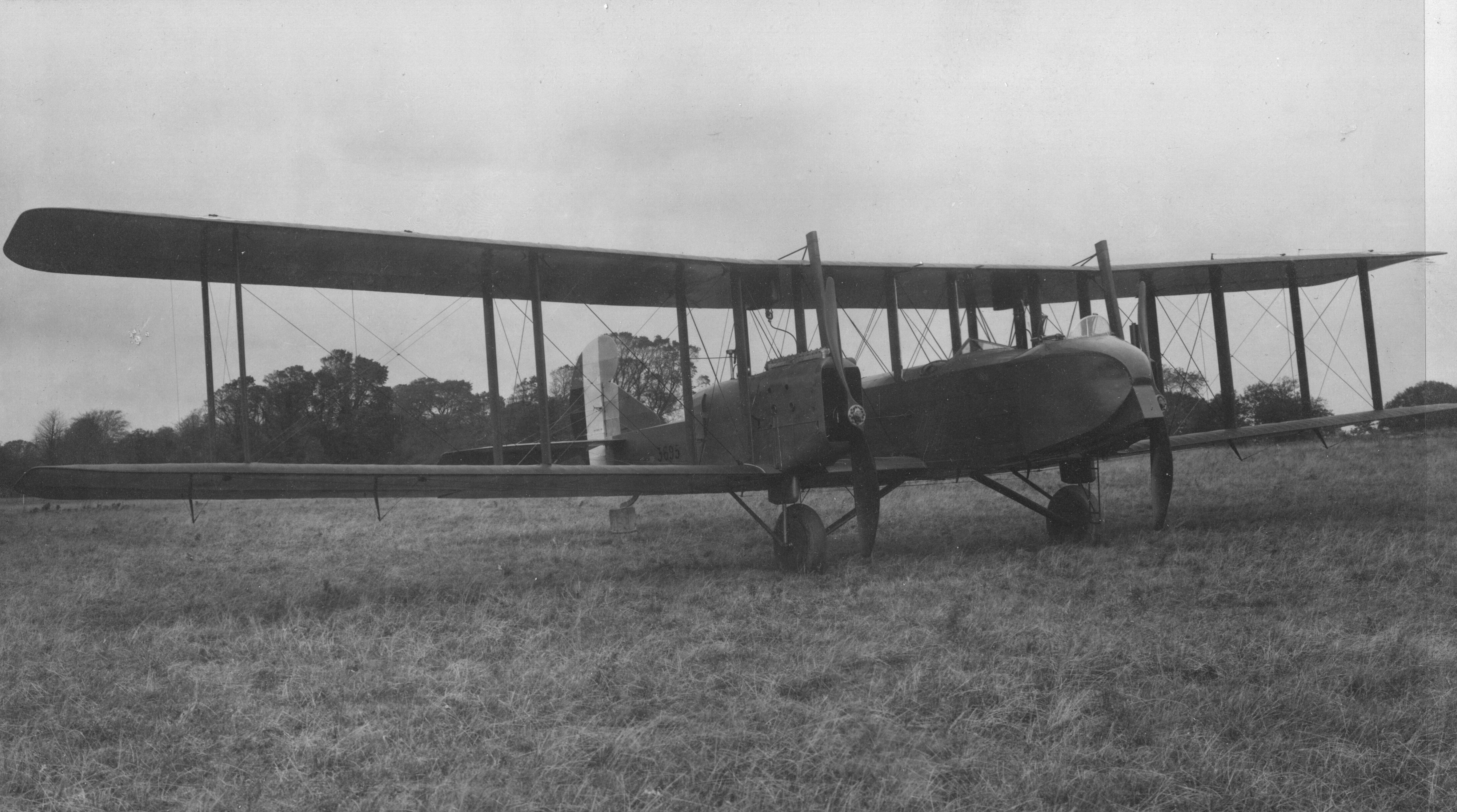
Avro 529A.

El Avro 529 fue el segundo avión bimotor de Avro y su segunda tentativa de bombardero pesado. El primero en ambas categorías fue el Pike, desarrollado a principios de 1916 según unas pautas del Real Cuerpo Aéreo (RFC) para un bombardero de corto alcance. El Pike llegó demasiado tarde para conseguir encargos del RFC, que encargaría el Handley-Page O/100, y del Real Servicio Aéreo Naval (RNAS), que había encargado el Short Bomber. Sin embargo, después de las pruebas del Pike, el Almirantazgo encargó dos prototipos de un Pike agrandado para realizar tareas de bombardeo de largo alcance. Este fue el Type 529.
Como el Pike, era un gran biplano bimotor de la entonces estándar construcción en madera y tela. Poseía alas de tres vanos sin aflechamiento, diedro o decalaje, parcialmente para facilitar el plegado de las mismas. La cola vertical era diferente a la del Pike: poseía una aleta pequeña y casi triangular y un timón con una superficie de equilibrio redondeada encima de la aleta, un recordatorio del timón con forma de "coma" de Avro.
El fuselaje era cuadrado en sección y acomodaba a tres tripulantes en cabinas separadas. El piloto se sentaba justo por delante del borde de ataque, existía un puesto de artillero (con controles dobles de emergencia) a medio camino entre el borde de fuga y la cola, y el puesto del bombardero/artillero delantero estaba en el morro. Ambos puestos de artillero llevaban una ametralladora Lewis de 7,7 mm montada en un afuste de anillo Scarff. El tren de aterrizaje utilizaba dos ruedas principales en ejes partidos, más un patín de cola.
Los dos prototipos se diferenciaban entre sí principalmente en sus plantas motrices. El primero, conocido sólo como Avro 529, tenía un par de motores en línea Rolls-Royce Falcon sin capota y refrigerados por agua, montados a mitad entre las alas. Cada uno producía 140 kW (190 hp) y movían hélices de cuatro palas con sentido de giro contrario. Llevaba 636 l de combustible en un depósito en el fuselaje central.
El segundo aparato, designado como Avro 529A, poseía un par de motores en línea BHP refrigerados por agua de 170 kW (230 hp), con capotas y montados en góndolas sobre el ala inferior. Movían hélices bipala de madera. En este avión, el combustible se llevaba en un par de depósitos de 273 l, uno en cada góndola. El combustible se bombeaba desde estos a unos depósitos de 45 l situados encima de los motores por medio de bombas eólicas, y alimentaban a los motores por gravedad.
El Type 529A tenía alas ligeramente diferentes a las del primer prototipo, 33 cm más de envergadura, más pequeñas en superficie y, por ello, mayor alargamiento. Era alrededor de un 8 % más ligera.
Otra diferencia entre los dos prototipos era la disposición del tripulante bombardero. En el primer aparato, se apuntaba desde el asiento de la cabina delantera, pero en el 529A existía una provisión para un puesto prono del tripulante bombardero, con una pequeña ventana que se puede ver en la vista de perfil. Desde allí, se comunicaba con el piloto mediante un tubo acústico. El 529A podía llevar hasta 20 bombas de 20 kg soportadas verticalmente dentro del fuselaje, entre los largueros del ala inferior.
El Type 529 estaba, incluso con los motores BHP, bastante infrapotenciado, pero parece que se comportaba bien, aparte del pobre control del elevador. No hubo encargos de producción y el modelo no se desarrolló más.

## Variantes
529
Bombardero de largo alcance con dos motores Rolls-Royce Falcon, uno construido.
529A
Versión del 529 con dos motores BHP y otras modificaciones, uno construido.

## Especificaciones (529A)
Referencia datos: Jackson, 1965

### Características generales
- Tripulación: Tres (piloto, artillero y artillero/bombardero)
- Longitud: 12,1 m (39,7 ft)
- Envergadura: 19,5 m (64,1 ft)
- Altura: 4 m (13 ft)
- Superficie alar: 84,5 m² (910 ft²)
- Peso vacío: 1978 kg (4359,5 lb)
- Peso cargado: 3236 kg (7132,1 lb)
- Planta motriz: 2× motor lineal de seis cilindros refrigerado por agua B.H.P. (fabricado por Galloway).
  - Potencia: 170 kW (234 HP; 231 CV) cada uno.
- Hélices: 1× bipala de madera de paso fijo por motor.

### Rendimiento
- Velocidad máxima operativa (Vno): 187 km/h (116 MPH; 101 kt)
- Alcance: 5,25 h
- Techo de vuelo: 5335 m (17 503 ft)
- Régimen de ascenso: 3,6 m/s (709 ft/min) hasta 1525 m (5000 pies)

### Armamento
- Ametralladoras: 

  - 2x Lewis de 7,7 mm en montajes flexibles Scarff de morro y trasero
- Bombas: 

  - 20 de 23 kg

## Aeronaves relacionadas

### Secuencias de designación
- Secuencia Numérica (interna de Avro): ← 523 - 527 - 528 - 529 - 530 - 531 - 533 →